# バルカン連邦構想
バルカン連邦構想（ばるかんれんぽうこうそう）とは、バルカン諸国を連邦国家に統一する構想である。

## 歴史
バルカン諸国を政治的に統一しようとする試みは歴史上いくつかあった。ロシア皇帝エカテリーナ2世の時代、オスマン帝国下のバルカン半島においてエカテリーナの息子を皇帝とする計画から、ギリシャ独立の精神的支柱となったリガス・ヴェレスティンリス・フェレオスによる計画があったが、いずれもビザンツ帝国の再興を狙ったものであり、結局は失敗に終わっている。
また、他にもブルガリアのゲオルギ・ディミトロフらによって結成されたバルカン社会主義連邦（後にバルカン共産主義連邦に改称）やユーゴスラビアのチトーが進めた計画が知られている。しかし、前者はコミンテルンに解散され、後者は1948年6月に起きたユーゴスラビアのコミンフォルム追放によって、これらの構想は挫折した。1953年にユーゴスラビアでギリシャとトルコといったNATO加盟国とバルカン三国同盟と呼ばれる軍事協定が締結されたが、キプロス紛争によって事実上瓦解した。